# Denjirō Ōkōchi
Denjirō Ōkōchi (大河内 傳次郎, Ōkōchi Denjirō), né le 5 février 1898 et mort le 18 juillet 1962, est un acteur japonais. 

## Biographie
Denjirō Ōkōchi a tourné dans près de 300 films entre 1925 et 1961. Il apparaît le plus souvent dans des films du genre chanbara.

## Filmographie sélective
- 1925 : Midagahara no satsujin (弥陀ケ原の殺陣?) de Teinosuke Kinugasa

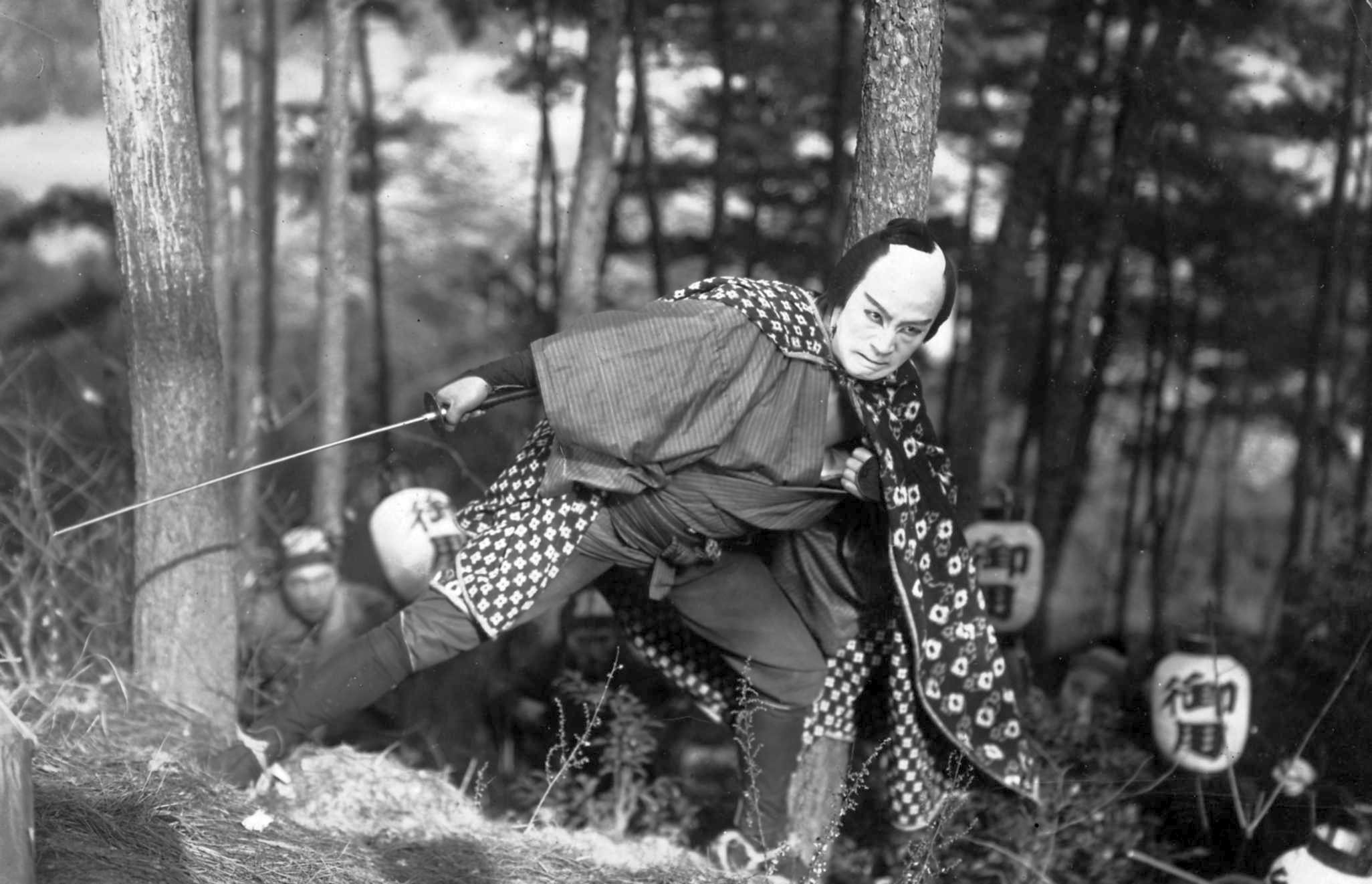
Denjirō Ōkōchi dans Le Journal de voyage de Chuji (1927).

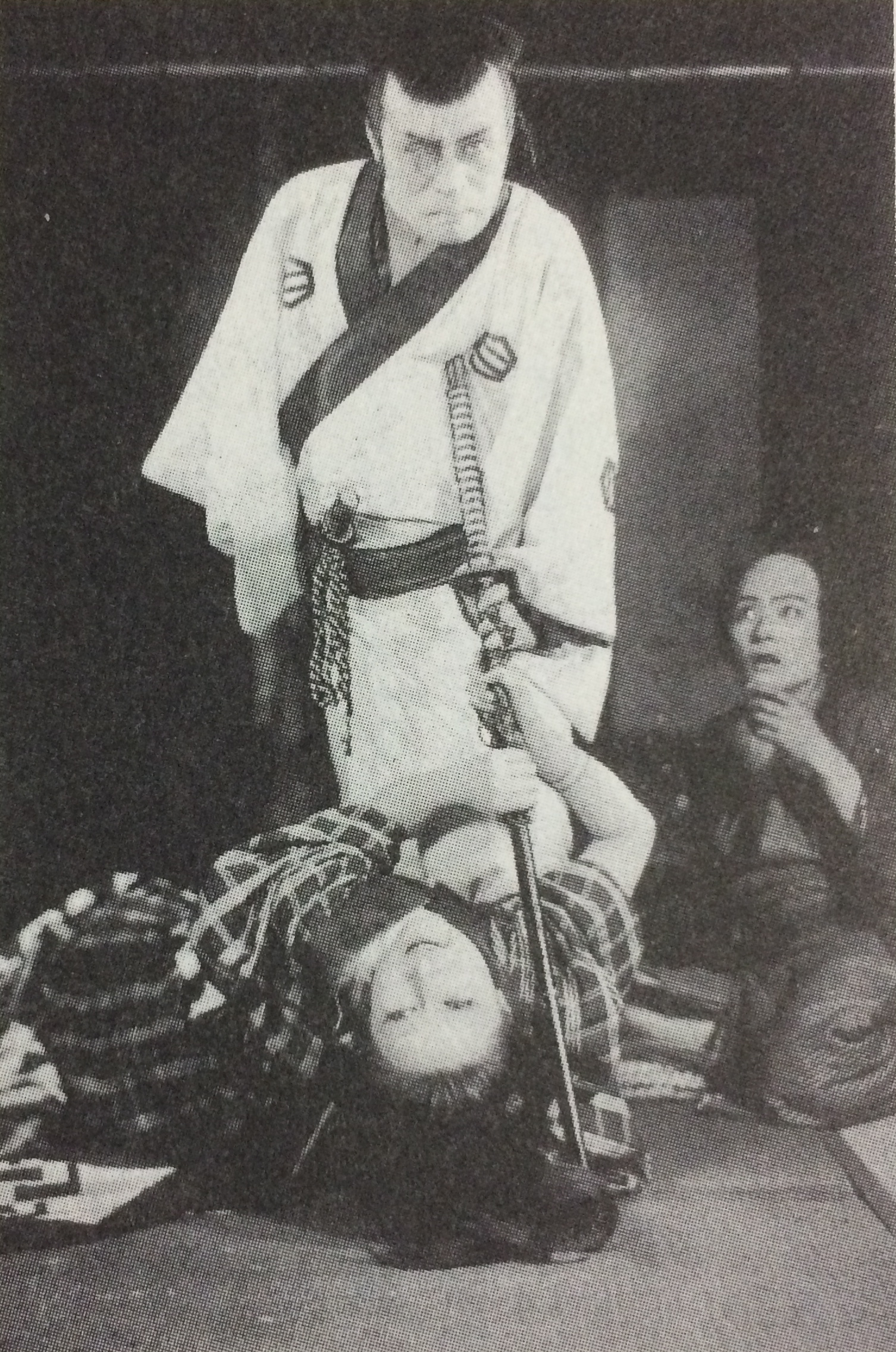
Denjirō Ōkōchi dans le rôle de Tange Sazen (1928).

- 1926 : Chōkon (長恨?) de Daisuke Itō : Kazuma Iki
- 1927 : Le Journal de voyage de Chuji (忠次旅日記, Chūji tabi nikki?) de Daisuke Itō : Kunisada Chūji
- 1928 : Les Procès d'Ooka I (新版大岡政談 第一篇, Shinpan Ōoka seidan: Daiichihen?) de Daisuke Itō : Tange Sazen
- 1928 : Les Procès d'Ooka II (新版大岡政談 第二篇, Shinpan Ōoka seidan: Dainihen?) de Daisuke Itō : Tange Sazen
- 1928 : Les Procès d'Ooka III (新版大岡政談 第三篇 解決篇, Shinpan Ōoka seidan: Kaiketsu hen?) de Daisuke Itō : Tange Sazen
- 1931 : Le Chevalier voleur (御誂治郎吉格子, Oatsurae Jirokichi Koshi?) de Daisuke Itō : Jirokichi
- 1931 : Le Champion de la vengeance (仇討選手, Adauchi senshu?) de Tomu Uchida
- 1933 : Nagadosu fukei (長脇差風景?) de Minoru Inuzuka
- 1933 : Tange Sazen I (丹下左膳 第一篇, Tange Sazen: Daiichihen?) de Daisuke Itō : Tange Sazen
- 1934 : Tange Sazen II (丹下左膳 剣戟の巻, Tange Sazen: Kengeki no maki?) de Daisuke Itō : Tange Sazen
- 1935 : Le Pot d'un million de ryō (丹下左膳余話 百萬両の壺, Tange Sazen yowa: Hyakuman ryō no tsubo?) de Sadao Yamanaka : Tange Sazen
- 1935 : Mille ryos de cailloux (千両礫, Senryō tsubute?) de Hiroshi Inagaki
- 1936 : Tange Sazen: Nikkō no maki (丹下左膳 日光の巻?) de Kunio Watanabe : Tange Sazen
- 1937 : Tange Sazen: Aizō maken hen (丹下左膳 愛憎魔剣篇?) de Kunio Watanabe : Tange Sazen
- 1937 : Tange Sazen: Kanketsu hōkō (丹下左膳 完結咆吼篇?) de Kunio Watanabe : Tange Sazen
- 1938 : La Légende du géant (巨人伝, Kyojin-den?) de Mansaku Itami adapté des Misérables : Sanpei / Onuma / Sankichi
- 1938 : Shinpen Tange Sazen: Yōtō hen (新篇 丹下左膳 妖刀篇?) de Kunio Watanabe : Tange Sazen
- 1939 : Sazen Tange, nouvelle édition (新篇 丹下左膳 隻手篇, Shinpen Tange Sazen: Hayate-hen?) de Satsuo Yamamoto : Tange Sazen
- 1939 : Shinpen Tange Sazen: Sekigan no maki (新篇 丹下左膳 隻眼の巻?) de Nobuo Nakagawa : Tange Sazen
- 1940 : Shinpen Tange Sazen: Koiguruma no maki (新篇 丹下左膳 恋車の巻?) de Ryō Hagiwara : Tange Sazen
- 1942 : La Bataille navale à Hawaï et au large de la Malaisie (ハワイ・マレー沖海戦, Hawai Marē oki kaisen?) de Kajirō Yamamoto : Satake
- 1943 : La Légende du grand judo (姿三四郎, Sugata Sanshirō?) de Akira Kurosawa : Shogoro Yano
- 1944 : L’Escadrille des faucons de Katō (加藤隼戦闘隊, Katō hayabusa sentō-tai?) de Kajirō Yamamoto
- 1945 : La Nouvelle Légende du grand judo (續姿三四郎, Zoku Sugata Sanshirō?) d'Akira Kurosawa : Shogoro Yano
- 1945 : Les Hommes qui marchèrent sur la queue du tigre (虎の尾を踏む男達, Tora no o o fumu otokotachi?) d'Akira Kurosawa : Benkei
- 1946 : Je ne regrette rien de ma jeunesse (わが青春に悔なし, Waga seishun ni kuinashi?) d'Akira Kurosawa : professeur Yagihara
- 1948 : Une image vivante (生きている画像, Ikiteiru gazō?) de Yasuki Chiba[2]
- 1949 : Monsieur Shosuke Ohara (小原庄助さん, Ohara Shōsuke-san?) de Hiroshi Shimizu
- 1951 : Le Roman de Genji (源氏物語, Genji monogatari?) de Kōzaburō Yoshimura : Takuma Nyudo
- 1952 : La Légende du grand bouddha (大仏開眼, Daibutsu kaigen?) de Teinosuke Kinugasa : Gyōki
- 1953 : Tange Sazen (丹下左膳?) de Masahiro Makino : Tange Sazen
- 1953 : Zoku Tange Sazen (続丹下左膳?) de Masahiro Makino : Tange Sazen
- 1954 : La Princesse Sen (千姫, Sen-hime?) de Keigo Kimura : Ieyasu Tokugawa
- 1954 : Le Panier du lichen (丹下左膳 こけ猿の壺, Tange Sazen: Kokezaru no tsubo?) de Kenji Misumi
- 1960 : Yatarō gasa (弥太郎笠?) de Masahiro Makino
- 1960 : Shinran (親鸞?) de Tomotaka Tasaka : Jien
- 1961 : Akō rōshi (赤穂浪士?) de Sadatsugu Matsuda : Sakon Tachibana

## Récompenses et distinctions
- 1962 : prix spécial pour l'ensemble de sa carrière aux Blue Ribbon Awards[3]